# Commissione Chatenet
La Commissione Chatenet fu la terza ed ultima commissione della Comunità europea dell'energia atomica.
In seguito al trattato di fusione, dal 1967 il potere esecutivo è stato affidato alla Commissione europea, pertanto non viene più eletto un presidente esecutivo.